# Szlovénia berlini nagykövetsége
Szlovénia berlini nagykövetsége Szlovénia és Németország kapcsolatainak egyik kiemelt intézménye. Az 1992-ben nyílt képviselet 2000 óta Berlin Mitte negyedében található, az Am Bullenwinkel nevű épületben, a Hausvogteiplatz 3/4 szám alatt. A nagykövetség Szlovénia mellett Lettország képviseletét is ellátja Németországban.

## Története
Németország 1991. december 23-án ismerte el Szlovénia és Horvátország függetlenségét, és 1992. január 15-én vették fel a diplomáciai kapcsolatokat. Az első nagykövet Szlovénia későbbi külügyminisztere, Boris Frlec lett, 1992. január 22-től még Bonnban. A szlovén nagykövetség 2000-ben költözött át Berlinbe, ekkor vásárolták meg a Hausvogteiplatz 3/4 alatti Am Bullenwinkel nevű kereskedelmi épületet.

## A nagykövetség épülete

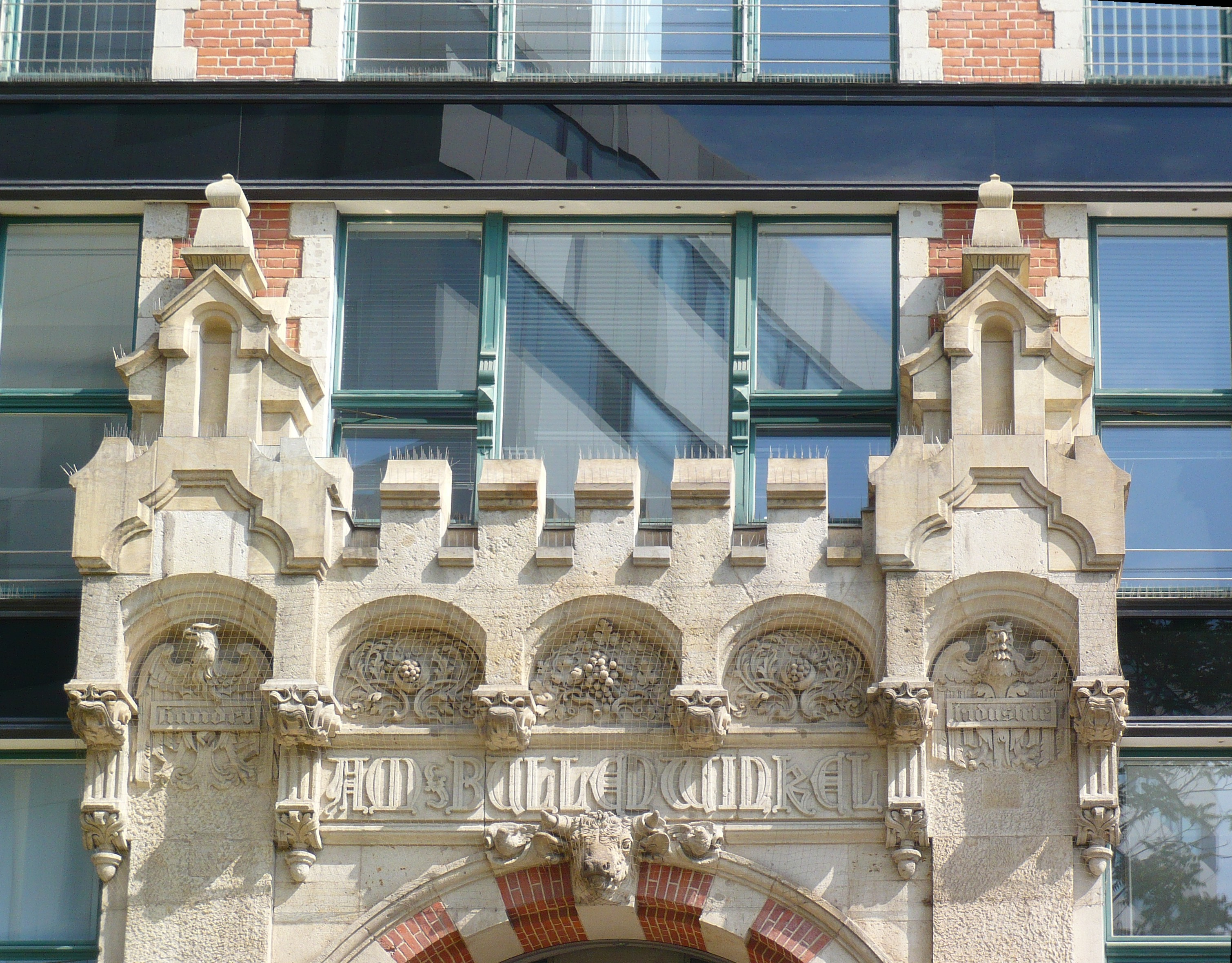
A helyreállított portál a bikafejjel

Az eredetileg négyszintes, szecessziós stílusú, 1893-ban épült kereskedelmi és raktárépület tervezői Hermann August Krause és Gustav Gebhardt, az Alterthum & Zadek építésziroda mérnökei voltak 1893 előtt. Az 1960-as években átalakították, egy emelettel magasabbra építették, az átépítéseket azonban 1996-7-ben felszámolták, homlokzatát visszaalakították az eredeti állapotnak megfelelően. Mielőtt az épületet felépítették volna, marhakereskedelem zajlott a környéken, erre több épületdísz emlékeztet, köztük a leghangsúlyosabb a portál csúcsívének középpontjában látható bikafej.